# Mistrzostwa Polski w Łyżwiarstwie Figurowym 2016
Mistrzostwa Polski w łyżwiarstwie figurowym na sezon 2015/2016 rozgrywane były oddzielnie dla poszczególnych kategorii wiekowych:
- dla Seniorów i tancerzy-Juniorów – w ramach Mistrzostw Czterech Narodów, w dniach 18–20 grudnia 2015, w Trzyńcu,
- dla pozostałych Juniorów – w dniach 29-30 stycznia 2016, w Gdańsku,
- dla Novice – w dniach 5-6 marca 2016, w Warszawie,
- dla Młodzików i Młodzieżowców – w dniach 19-20 marca 2016, w Cieszynie.

## Seniorzy
Łyżwiarze-seniorzy po raz ósmy o mistrzostwo kraju rywalizowali wspólnie z zawodnikami czeskimi, słowackimi, i węgierskimi. Zawody dla każdej konkurencji rozgrywane były wspólnie, a wyniki dzielone według krajów – ci, którzy zdobyli trzy najwyższe miejsca, uzyskiwali medale mistrzostw swojego państwa. W zawodach, w kategorii seniorów, wystartowało ogółem 17 solistów, 20 solistek, 1 para sportowa i 2 pary taneczne. W kategorii par sportowych nie przyznano medalu Mistrzostw Polski, z powodu braku chętnych do startu w tej kategorii.

### Soliści
| Miejsce | Zawodnik          | Klub                | Punkty | SP | FS |
| ------- | ----------------- | ------------------- | ------ | -- | -- |
| 1 (2)   | Igor Rezniczenko  | UKS Ochota Warszawa | 183,51 | 1  | 1  |
| 2 (4)   | Patrick Myzyk     | GKS Stoczniowiec    | 171,50 | 3  | 2  |
| 3 (7)   | Krzysztof Gała    | MKŁ Łódź            | 160,11 | 2  | 3  |
| 4 (10)  | Łukasz Kędzierski | MKŁ Łódź            | 145,05 | 4  | 4  |
| 5 (17)  | Wiktor Witkowski  | ŁTŁF Łódź           | 119,20 | 5  | 5  |

### Solistki
| Miejsce | Zawodniczka        | Klub                | Punkty | SP | FS |
| ------- | ------------------ | ------------------- | ------ | -- | -- |
| 1 (9)   | Aleksandra Rudolf  | MKS Axel Toruń      | 110,37 | 2  | 1  |
| 2 (13)  | Agnieszka Rejment  | MKS Axel Toruń      | 102,68 | 1  | 4  |
| 3 (14)  | Coleitte Kaminski  | FSA Warszawa        | 101,81 | 3  | 3  |
| 4 (16)  | Oliwia Rzepiel     | MUKS Euro6 Warszawa | 101,13 | 4  | 2  |
| 5 (17)  | Elżbieta Gabryszak | UKLF Unia Oświęcim  | 97,88  | 5  | 5  |

### Pary taneczne
| Miejsce | Zawodnicy                           | Klub           | Punkty | SD | FD |
| ------- | ----------------------------------- | -------------- | ------ | -- | -- |
| 1 (2)   | Natalia Kaliszek / Maksym Spodyriew | MKS Axel Toruń | 149.26 | 2  | 2  |

## Juniorzy - medaliści
| Kategoria | Złoto                                | Srebro                              | Brąz                     | Źródło |
| Soliści   | Michał Woźniak                       | Eryk Matysiak                       | Sebastian Szymłowski     | [ 2 ]  |
| Solistki  | Elżbieta Gabryszak                   | Oliwia Rzepiel                      | Aleksandra Rudolf        | [ 3 ]  |
| Tańce     | Oleksandra Borysowa, Cezary Zawadzki | Jenna Hertenstein, Damian Bińkowski | Elisa Saez, Yann Thaylan | [ 4 ]  |

## Novice - medaliści
| Kategoria     | Złoto                             | Srebro                        | Brąz                          | Źródło |
| Soliści (I)   | Yahor Khlapkou                    | Jakub Lofek                   | Aleksander Whipple            | [ 5 ]  |
| Soliści (II)  | Piotr Wiśniewski                  | Ludwik Piksa                  | Marcin Sypniewski             | [ 6 ]  |
| Solistki (I)  | Magdalena Zawadzka                | Celina Sudnik                 | Amelia Wojtyńska              | [ 7 ]  |
| Solistki (II) | Nikola Wojtyńska                  | Aleksandra Rudolf             | Gabriela Rychter              | [ 8 ]  |
| Tańce         | Oliwia Borowska, Filip Bojanowski | Julia Gajek, Dawid Kłodziński | Marta Lewandowska, Jan Lipski | [ 9 ]  |